# Родригес, Чело
Консуэло (Чело) Родригес Альварес (исп. Consuelo «Chelo» Rodríguez Álvarez;  5 апреля 1943 года, Канабаль, Галисия, Испания) — венесуэльская актриса и модель.

## Биография
Консуэло Родригес Альварес родилась в небольшом галисийском городке Канабаль, но в 14 лет вместе с родителями и младшим братом переехала в Венесуэлу. Её карьера началась с участия в «Шоу Ренни» — программе легендарного венесуэльского телеведущего Ренни Оттолины. В 60-е годы Чело Родригес — одна из наиболее востребованных моделей Венесуэлы. В конце 60-х гг она дебютирует как актриса на телеканале «РКТВ», но ей достаются лишь небольшие эпизодические роли и малозначительные персонажи, в начале 70-х Чело переходит на «Веневисьон», где за ней быстро закрепляется амплуа «злодейки» (теленовеллы «La senorita Elena», «La Loba»). В 1977 году Чело приглашают на главную роль в теленовеллу «Рафаэла», где её партнёром стал перуанский актёр Арнальдо Андре. Дуэт Андре-Родригес оказался настолько удачным, что они сыграли вместе ещё в двух телесериалах «Мария дель Мар» (1978) и «Ана Мария» (1978). Чело Родригес разведена. Первым её супругом был популярный в Венесуэле актёр и певец Оскар Мартинес, вторым — актёр Орландо Урданета (1975—1990). От этого брака есть сын. В 80-е годы Чело Родригес снимается мало, уделяя основное внимание семье, но в 1986 году возвращается на «Веневисьон», а в 1989 году играет в роль Авроры в телевизионном сериале «Реванш». С этого момента Чело активно снимается на этом канале, а также много играет в театре.

## Фильмография
- «Corazon de Madre» (1969)
- La usurpadora (1971)
- La doña (1972)
- La loba (1973)
- La señorita Elena (1975)
- Rafaela (1977)
- La Zulianita (1977)
- Daniela (1978)
- María del Mar (1978)
- Ana Maria (1978)
- «La Revancha» (1989)
- Mundo de fieras (1991)
- Mujercitas (1999)
- Hechizo de amor (2000)
- Engañada (2003)
- Sabor a ti (2004)
- El amor las vuelve locas (2005)
- Vieja Yo (2008)